# Georg Nyström (konstnär)

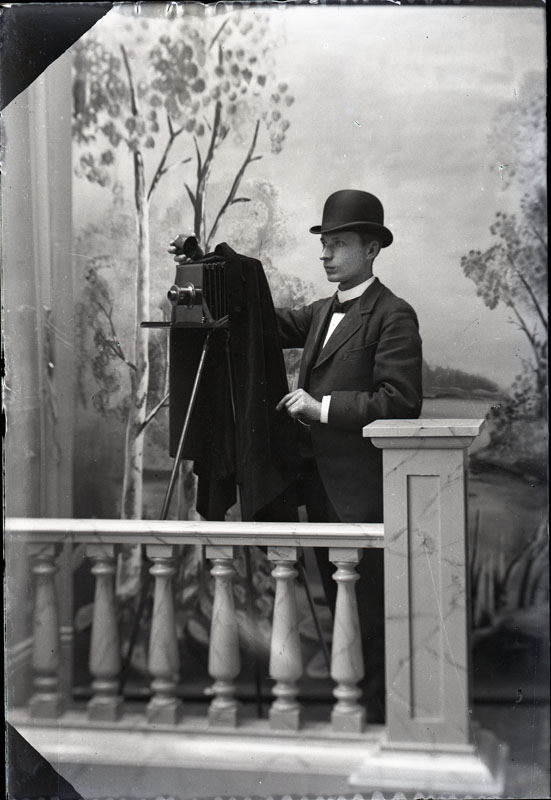
"Fotografen Georg Nyström.

Otto Georg Nyström, född 16 juni 1861 i Torshälla, död där 24 maj 1944, var en svensk konstnär, fotograf, trädgårdsmästare och journalist. 
Han utbildade sig i blomsterbindning i Stockholm med start 1882. År 1892 startade han sin ateljé på Storgatan 18 i Torshälla där han bland annat ägnade sig åt fotografering och konst. Han tillverkade bland annat fanor. 1895 gjorde han dekorationerna till invigningen av Norra Södermanlands Järnvägs station vid Nyby bruk. Från 1896 var han Torshällas stadsträdgårdsmästare och han utformade Holmbergets park i centrala Torshälla.
Mellan 1932 och 1940 var Nyström redaktör för Torshälla Tidning och var även delägare i tidningen. Han medverkade genom donation av sina privata samlingar till grundandet av Bergströmska gården, Torshällas hembygdsmuseum.
Det finns en gata uppkallad efter Georg Nyström i Torshälla, Georg Nyströmsgatan.